# Tončka Berlič
Tončka Berlič, slovenska agronomka, * 15. maj 1925, Volarje, † 4. januar 2017, Brezovica pri Ljubljani.
Med 2. svetovno vojno je bila v nemškem koncentracijskem taborišču, iz katerega ji je uspelo pobegniti in se pridružiti partizanom. Po osvoboditvi je leta 1953 diplomirala iz agronomije na Agronomsko in gozdarski fakulteti v Ljubljani. Delala je na Kmetijskem inštitutu Slovenije; najprej se je ukvarjala s selekcijo krompirja in metodiko raziskovalnega dela, kasneje pa je do 1975 vodila Center za pospeševanje kmetijstva. Napisala je vrsto strokovnih del. Za življenjsko delo in za prispevek pri uvajanju živinorejskih proizvodnih skupnosti je prejela Jesenkovo priznanje.